# Glossodoris bombayana
Glossodoris bombayana is een slakkensoort uit de familie van de Chromodorididae. De wetenschappelijke naam van de soort is voor het eerst geldig gepubliceerd in 1946 door Winckworth.